# Kloster Großballhausen
Das Kloster Großballhausen war ein Zisterzienserinnenkloster bei Großballhausen in Thüringen. Es bestand nur wenige Jahre und wurde bereits 1326 in das Kloster Großfurra verlegt. Das Patrozinium des Klosters ist unbekannt. Ein erhaltenes Klostersiegel zeigt einen Heiligen mit Buch und Palmwedel.

## Geschichte

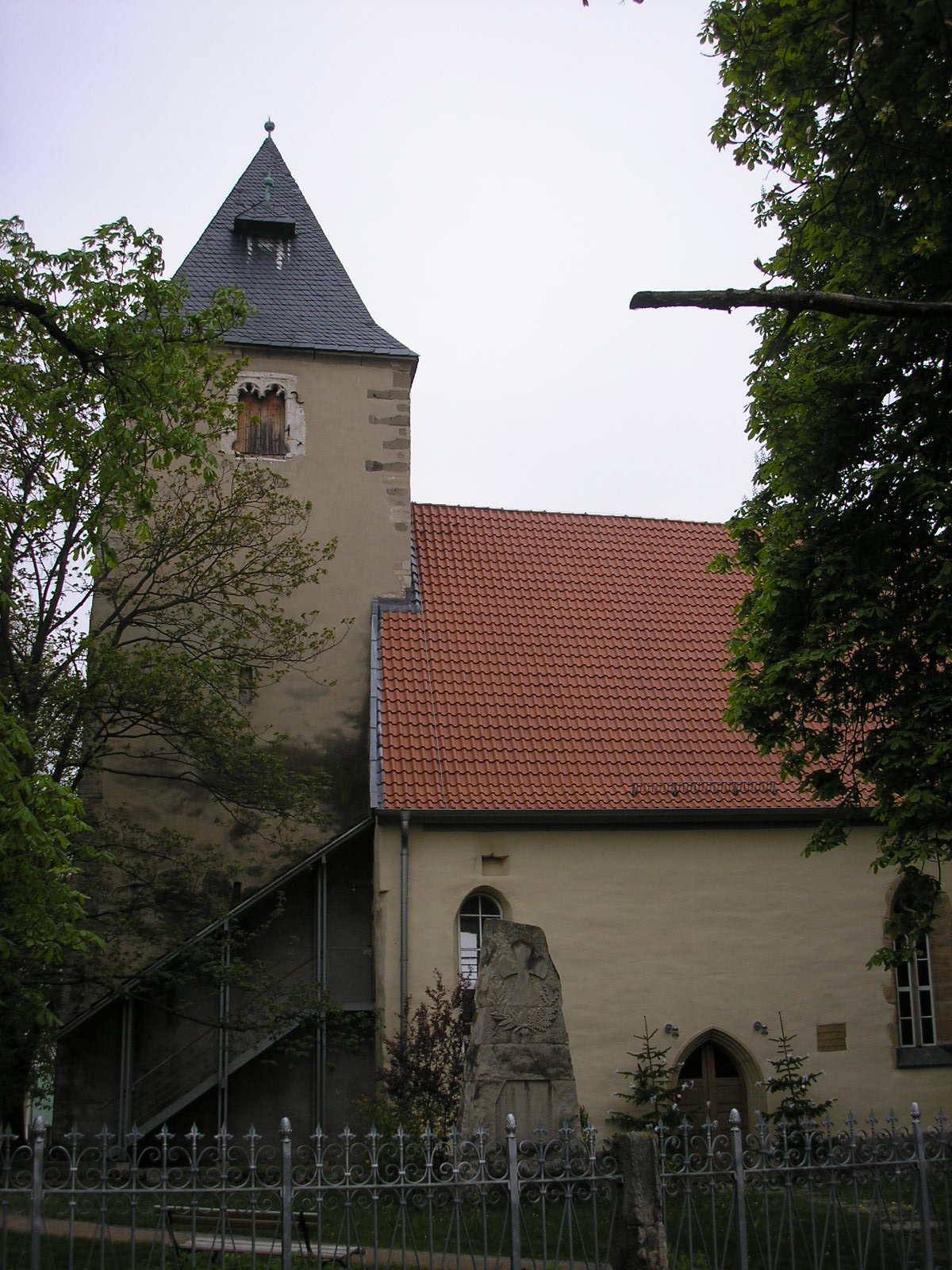
Kirche von Großballhausen

Aufgrund des sehr kurzen Zeitraums der Klostergeschichte sind nur wenige Urkunden überliefert, die Aufschluss über die Klostergeschichte geben. Der exakte Zeitpunkt der Klostergründung und seine Stifter sind unbekannt. Als mögliche Stifter werden die Herren von Ballhausen, die Landgrafen von Thüringen oder das Erzbistum Mainz genannt. Möglicherweise bestanden Beziehungen zum Zisterzienserkloster Walkenried, das bereits vor 1260 in Ballhausen Güter besaß.
Die erste Erwähnung des bestehenden Klosters und seiner Äbtissin Adelheid erfolgte 1306. Das Kloster verfügte über 22,5 Hufe Grundbesitz in und um Ballhausen, sowie zahlreiche Zinsrechte.
Am 3. März 1322 überließ Landgraf Friedrich dem Kloster das Patronat über die Pfarrkirche von Großfurra mit der Auflage, dort ein Kloster zu errichten. Daraufhin wurde an der Kirche das Kloster Großfurra errichtet, in das der Konvent 1326 übersiedelte.
Als Klosterkirche diente wahrscheinlich die 1258 erstmals erwähnte Dorfkirche St. Vitus. An das Kloster erinnern der Flurname Klostergärten und die Klostergärtenstraße in Großballhausen.

### Äbtissinnen
- Adelheid (1306)
- Mechthild (1314)